# Fier prefektur
Fier prefektur (alb. Qarku i Fierit) är en av Albaniens tolv prefekturer. Den bestod fram till 2014 av distrikten Feir, Lushnja och Mallakastra med Fier som residensstad.
Perfekturen är sedan 2014 indelad i kommunerna Divjakë, Fier, Lushnjë, Mallakastër, Patos och Roskovec.
Andra orter i perfekturen är Ballsh, Divjaka, Fier, Lushnja, Patos Fshat och Roskovec.
| Kommuner    | Admistrativa enheter i kommunen                                                                       | Tidigare distrikt |
| ----------- | --- | ----------------- |
| Divjakë     | Divjakë, Grabjan, Gradishtë, Remas, Tërbuf                                                            | Lushnja           |
| Fier        | Cakran, Dërmenas, Fier, Frakull, Levan, Libofshë, Mbrostar, Portëz, Qënder, Topojë                    | Fier              |
| Lushnjë     | Allkaj, Ballagat, Bubullimë, Dushk, Fier-Shegan, Golem, Hysgjokaj, Karbunarë, Kolonjë Krutjë, Lushnjë | Lushnja           |
| Mallakastër | Aranitas, Ballsh, Fratar, Greshicë, Hekal, Kutë, Ngraçan, Qendër Dukas, Selitë                        | Mallakastra       |
| Patos       | Patos, Ruzhdije, Zharrëz                                                                              | Fier              |
| Roskovec    | Kuman, Kurjan, Roskovec, Struma                                                                       | Fier              |